# Oto Biederman
Oto Biederman (ur. 5 sierpnia 1973 w Brandýsie nad Labem) – czeski (czechosłowacki) seryjny zabójca, gangster, przywódca grupy przestępczej, która zyskała przydomek "kolínští" (pol. koloniści), ponieważ większość z jej członków zamieszkiwała w małych wsiach w okolicy Úval koło Pragi, zwłaszcza w Tuklatach, Tlustovousach i Přišimasach.

## Życiorys
Całe życie spędził w Tlustovousach. Uczył się przeciętnie, w wieku szkolnym nie sprawiał problemów, rodzice dawali mu dużo swobody. Później specjaliści stwierdzili u niego psychopatię, rysy sadyzmu i skłonność do popisywania się. Miał nieharmonijnie ukształtowaną osobowość, brak było mu więzi emocjonalnej z rodziną i był silnie egocentryczny. Uznawał, że cel uświęca wszelkie środki. Wcześnie nauczył się samodzielnego radzenia z problemami. 
Po ukończeniu szkoły podstawowej rozpoczął studia na kierunku biochemia ze specjalizacją gorzelnictwo i uprawa winorośli w średniej szkole zawodowej w Kojetínie. Na drugim roku został zmuszony do przerwania nauki z powodu problemów dyscyplinarnych i poszedł do pracy w gorzelni Kolín. Po roku wrócił na studia, które ukończył z wyróżnieniem. Pracował w gorzelni do 1993, a odkąd zaczął intensywnie interesować się bronią i sztukami walki, znalazł pracę jako ochroniarz. Przeszedł przez kilka agencji ochroniarskich (głównie SAFE-GUARD i Para Security), zanim całkowicie przestał pracować w 1994. Uznawał silne autorytety, które miały dość mocy, by go zdominować.
Jego grupa przestępcza zaczęła się kształtować w czerwcu 1993. W latach 1998 i 1999 za udział w zbrodniach „gangu Kolíńskiego” został skazany na dożywocie (po apelacji). Oprócz niego zostali skazani: Jiří Šťastný – 12,5 roku, Roman Procházka – 14 lat, Miroslav Karnoš – 13,5 roku, Milan Chládek – 25 lat (po apelacji) oraz Ivan Vrábel – 25 roku (po apelacji). Wyrok wydał Sąd Okręgowy w Ostrawie i potwierdził po apelacji Sąd Najwyższy w Ołomuńcu.